# Gunung Bentang
Gunung Bentang is een bestuurslaag in het regentschap Sukabumi van de provincie West-Java, Indonesië. Gunung Bentang telt 2591 inwoners (volkstelling 2010).